# بایانی
بایانی یک روستا در افغانستان است که در ولایت بامیان واقع شده‌است.